# Homalotylus punctifrons
Homalotylus punctifrons är en stekelart som beskrevs av Timberlake 1919. Homalotylus punctifrons ingår i släktet Homalotylus och familjen sköldlussteklar. Inga underarter finns listade i Catalogue of Life.